# Reino de Siunique
```
   |-
       |
Erro:
:  
valor não especificado para "
nome_comum
"
```

Reino de Siunique (em armênio/arménio:  Սյունիքի թագավորություն), também conhecido como Reino de Balque e às vezes como Reino de Capã, foi um reino armênio medieval dependente no território de Siunique, Artsaque (atual Alto Carabaque), e Guelarcunique. Governada pela dinastia siúnida, a cidade de Capã era a capital do reino. Existiu de 987-1170. O Reino de Siunique desapareceu mais tarde do que todos os outros reinos armênios na Grande Armênia (Reino de Vaspuracânia, Reino de Vananda, Reino de Lorri, Armênia Bagrátida).
Este reino, que era uma dependência vassala dos Bagratunis medievais, incluía quase toda a atual Siunique da Armênia exceto a área que inclui a atual comunidade de Gorayk bem como algumas áreas da região de Kashatal da República de Artsaque e a República Autônoma de Naquichevão ( Azerbaijão).

## Governantes
O reino era governado por representantes da dinastia orbeliana:
- Simbácio I Sahakian - 976/980, príncipe soberano, 987-998, rei;[5]
- Vassácio I Smbatian - 998-1040;[5]
- Simbácio II Ashotian - 1040-1044  (1051);[5]
- Gregório I Ashotian - 1044 (1051) -1072.[5]

Após a morte de Gregório I Ashotian, a sucessão de reis da dinastia Siuni foi interrompida. O trono passou para Senequerim de Khachen, o irmão mais velho da esposa de Gregório I.
- Senequerim Sevadian - 1072-1094;[5]
- Gregório II Senekerimian - 1094-1166;[5]
- Haçane de Herakar (de Khachen) - 1166-1170.[5]